# ネオプロモーション
株式会社ネオプロモーションは、長崎県佐世保市を本社としていた芸能事務所（代表取締役は望月秀洋）。英表記はNEO PROMOTION Co.,Ltd。
俳優、女優、声優、司会者、エキストラなどが所属していた。東京に支社があり、都内、大阪、福岡に提携事務所を持っていた。
2007年に活動停止。現在は公式サイトにもアクセス不能となっている。

## 過去の所属者
- 伊東美華
- 尾上正